# 카불 동물원

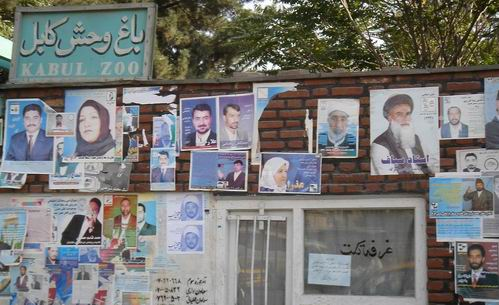
카불 동물원

카불 동물원(영어: Kabul Zoo)은 아프가니스탄의 수도 카불에 있는 동물원이다.

## 역사
카불 동물원은 1967년 아프가니스탄의 동물상에 초점을 맞춘 동물원으로 개원하였다. 1972년 시점으로 카불 동물원에는 500여종의 동물이 사육되고 약 150,000명이 방문했다. 그러나 카불 동물원은 1978년부터 오랜 아프가니스탄 분쟁에 의한 피해를 겪었다. 동물원 내에 설치되어 있던 수족관은 포탄에 의해 큰 피해를 받았으며, 군인은 사슴과 토끼를 식량으로 사용하고 버리고 있었다.

## 현재 상황
2010년 기준으로 동물원에는 약 280 종류의 동물이 있으며, 45 종류의 조류와 포유류, 36 종류의 어류로 구성되어 있다. 동물원에 두 마리의 사자와 아프가니스탄 유일한 돼지가 사육되고 있다. 주말에는 약 10,000명의 사람들이 동물원을 방문한다. 2003년 기준으로 카불 동물원은 60명의 직원이 있다.